# Pyronia dosmanchas
Pyronia dosmanchas är en fjärilsart som beskrevs av Ribbe 1909. Pyronia dosmanchas ingår i släktet Pyronia och familjen praktfjärilar. Inga underarter finns listade.